# بيتر سيمون بالاس
بيتر سيمون بالاس (بالألمانية: Peter Simon Pallas) عالم ألماني مختص في علم الحيوان وعلم النبات، ولد في 22 سبتمبر، 1741، برلين، مملكة بروسيا وتوفي في 8 سبتمبر، 1811، برلين، مملكة بروسيا. عمل في روسيا. وكان عالم طبيعة موسوعي ومستكشف وقد اكتشف العديد من أنواع الحيوانات بما في ذلك قط بالاس وسنجاب بالاس ونورس بالاس.